# Аннаев, Мурад Гурбаннепесович
Мурад Гурбаннепесович Аннаев (туркм. Myrat Gurbannepesowiç Annaýew; род. 6 мая 1993, Ашхабад) — туркменский футболист, нападающий. Игрок сборной Туркменистана.

## Биография
На клубном уровне выступал за «Алтын Асыр», «Ахал» и снова за «Алтын Асыр» в высшей лиге Туркменистана. С «Алтын Асыром» в 2015 и 2016 годах дважды делал «золотой дубль» — становился чемпионом и обладателем Кубка Туркменистана, в 2019 году завоевал чемпионский титул. С «Ахалом» в 2017 и 2018 годах становился серебряным призёром чемпионата страны, также в 2017 году стал обладателем Кубка. В составе обоих клубов принимал участие в играх Кубка АФК.
В национальной сборной Туркменистана дебютировал 23 августа 2017 года в товарищеском матче против Катара, а всего во второй половине 2017 года провёл 4 матча. Спустя год, в январе 2019 годе вернулся в состав команды и принял участие в Кубке Азии, где появился на поле только в одной игре против Узбекистана, а его команда не смогла выйти из группы.
Помимо большого футбола, представлял сборную Туркменистана по мини-футболу.